# Halosarpheia minuta
Halosarpheia minuta är en svampart som beskrevs av W.F. Leong 1991. Halosarpheia minuta ingår i släktet Halosarpheia och familjen Halosphaeriaceae.   Inga underarter finns listade i Catalogue of Life.